# North Hughes (Dakota del Sur)
North Hughes es un territorio no organizado ubicado en el condado de Hughes en el estado estadounidense de Dakota del Sur. En el Censo de 2010 tenía una población de 250 habitantes y una densidad poblacional de 0,34 personas por km².

## Geografía
North Hughes se encuentra ubicado en las coordenadas 44°26′23″N 99°49′45″O / 44.43972, -99.82917. Según la Oficina del Censo de los Estados Unidos, North Hughes tiene una superficie total de 725.84 km², de la cual 724.19 km² corresponden a tierra firme y (0.23%) 1.65 km² es agua.

## Demografía
Según el censo de 2010, había 250 personas residiendo en North Hughes. La densidad de población era de 0,34 hab./km². De los 250 habitantes, North Hughes estaba compuesto por el 93.2% blancos, el 0.4% eran afroamericanos, el 2.8% eran amerindios, el 0% eran asiáticos, el 0.4% eran isleños del Pacífico, el 2.8% eran de otras razas y el 0.4% pertenecían a dos o más razas. Del total de la población el 3.2% eran hispanos o latinos de cualquier raza.